# ژان برایان بوکاکا
ژان برایان بوکاکا (انگلیسی: Jean-Bryan Boukaka؛ زادهٔ ۱۳ مارس ۱۹۹۲) بازیکن فوتبال اهل جمهوری کنگو است.
از باشگاه‌هایی که در آن بازی کرده‌است می‌توان به باشگاه فوتبال رن، باشگاه ورزشی آمیان، و باشگاه فوتبال راپید بخارست اشاره کرد.